# Scottsville (Kentucky)
Pour les articles homonymes, voir Scottsville.
La ville américaine de Scottsville est le siège du comté d’Allen, dans l'État du Kentucky. Sa population s’élevait à 4 226 habitants lors du recensement de 2010, estimée à 4 416 habitants en 2016.

## Démographie
Selon les données du Bureau du recensement des États-Unis, Scottsville était peuplée :
- de 4 278 habitants en 1990 (recensement) ;
- de 4 327 habitants en 2000 (recensement) ;
- de 4 537 habitants en 2006 (estimation).

## Personnalités liées à la ville
- L'acteur Charles Napier (1936-2011 ) y est né ;
- Le joueur de basket-ball Jim McDaniels (1948-2017) y est né.

## Source
- (en) Cet article est partiellement ou en totalité issu de l’article de Wikipédia en anglais intitulé « Scottsville, Kentucky » (voir la liste des auteurs).